# Грос-Ліндов
Грос-Ліндов (нім. Groß Lindow) — громада в Німеччині, розташована в землі Бранденбург. Входить до складу району Одер-Шпре. Складова частина об'єднання громад Брісков-Фінкенгерд.
Площа — 15,26 км2. Населення становить 1709 ос. (станом на 31 грудня 2020).

## Галерея

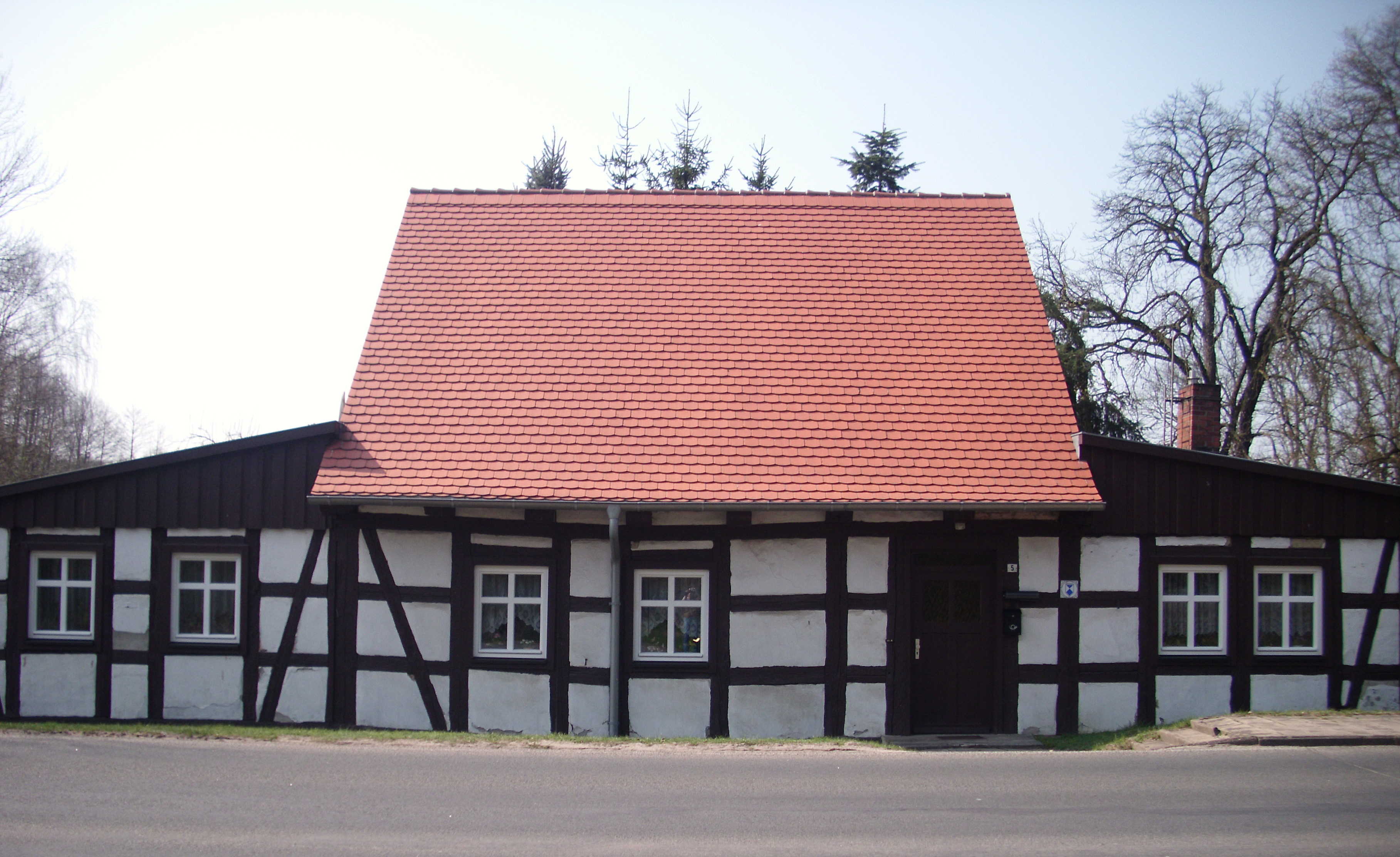
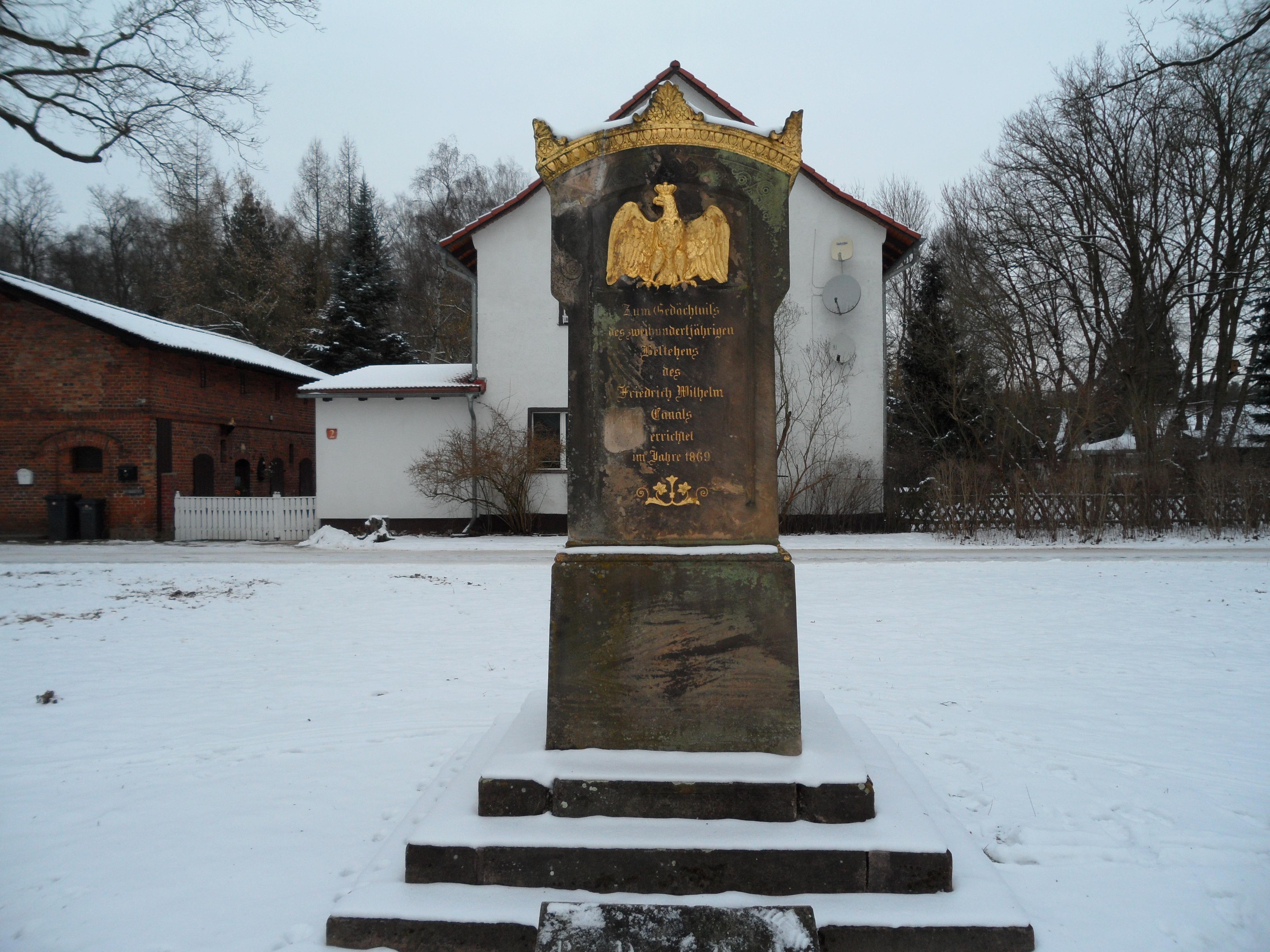
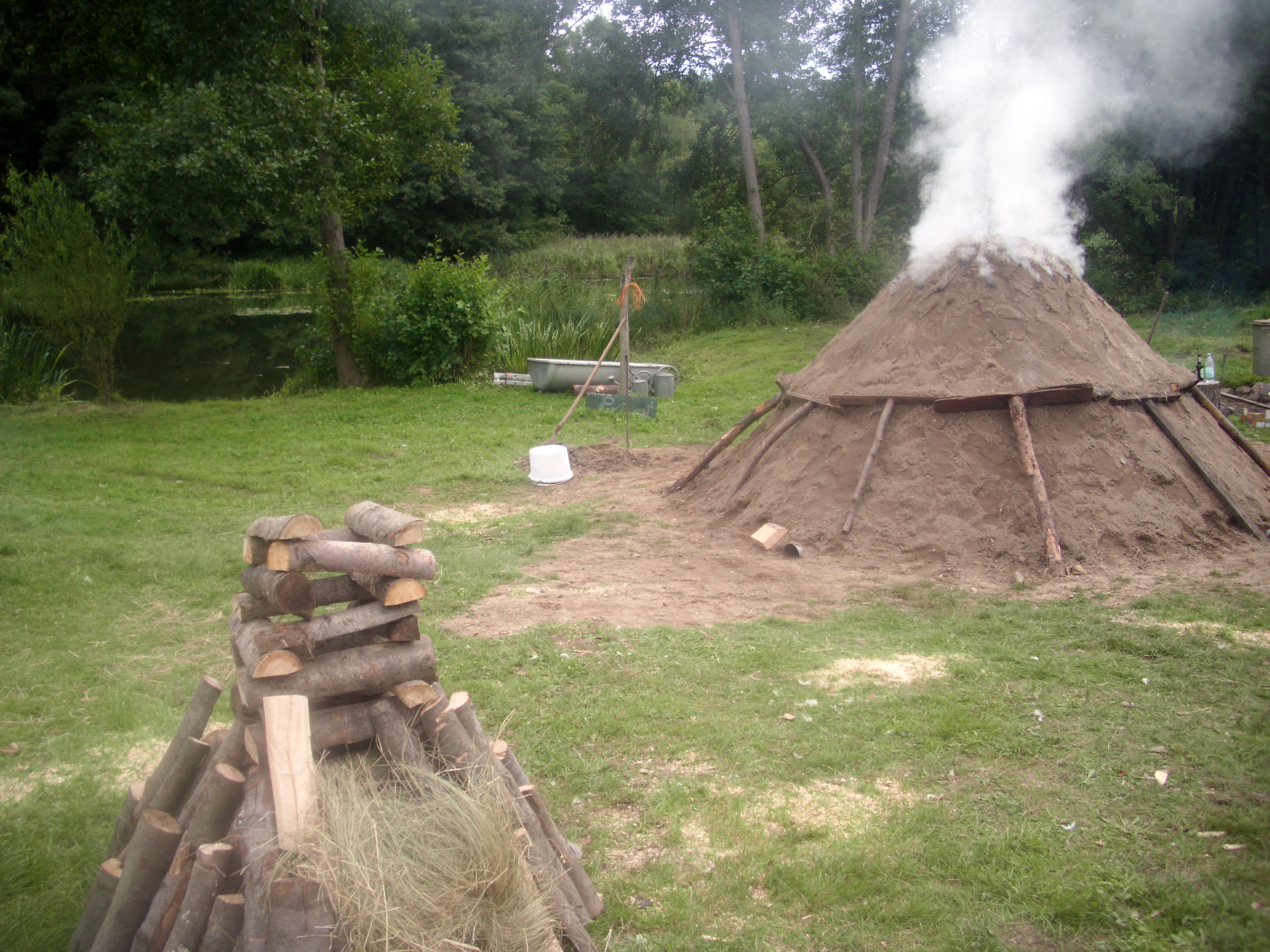